# 拉克希米·米塔尔
拉克希米·米塔尔（1950年6月15日—）是一位以倫敦為基地的印度亿万富翁及工業家，在印度拉賈斯坦邦楚盧縣的Sadulpur村出生，現時於倫敦肯辛頓定居。他在《福布斯》2019年全球億萬富豪榜中名列第91位，資產達到136億美元。《英國金融時報》奉米塔爾為2006年度的風雲人物。2007年5月，他成為了《時代雜誌》(Time Magazine)的一百位最具影響力的人物。

## 早年生活
米塔爾的童年與他祖父一家人一起生活，住在由祖父興建的房屋裡。當時他們一家生活貧困，每晚也只是睡在繩床上。後來，他的父親Mohan成為了一家鋼鐵廠的股東,使一家人的生活得到了改善。
1976年，米塔爾家族成立自己的家庭造鋼事業，拉克希米·米塔尔亦在此時加入，並透過收購一家位於印尼的鋼鐵生產線，為家族生意創立其國際部門。不久，他與家鄉一位放債人的女兒Usha結婚。1994年，由於與父親及兄弟意見不合，他透過一直掌控在其中的國際業務成立一家獨立的公司米塔尔钢铁公司（Mittal Steel Co.）。

## 收购阿赛洛
安賽樂米塔爾鋼鐵公司（Arcelor Mittal），是现今全球规模最大的钢铁制造集团。在2006年恶意收购了欧洲最大的钢铁集团阿赛洛后，其规模超越佔第二位的“新日本製鐵”（因为具有先进技术，被认为是下一个恶意收购的对象）、第三位的“韩国浦项制铁”及第四位的总和还多。
钢铁业为国家的支柱产业。以日本为例，钢铁业支撑着日本的整个汽车工业。米塔尔恶意收购阿赛洛的事实让很多界内人士大为震惊。日本相关单位也引起了很大重视，意在防止阿赛洛的不幸再一次发生。
中日韩三国曾呼吁组成亚洲钢铁联盟，以迎接米塔尔挑战。2007年，阿赛洛·米塔尔收了中國東方集團73%的股權。可以说如今的米塔尔家族控制了全球的钢铁市场，2019年全球粗钢产量排行在中国宝武钢铁集团（9,311.9万吨）之后位居世界第二位（8,980.9万吨）。

## 慈善事業
在目睹了印度只贏得一塊獎牌（銅牌）在2000年夏季奧林匹克運動會之上，以及一面獎牌（銀牌）在2004年夏季奧林匹克運動會之後，米塔爾決定設立4億盧比（9百萬美元）的「米塔爾冠軍信託基金」（Mittal Champions Trust）來贊助10位具有世界級潛力的印度運動員。在2008年，米塔爾頒給阿比納夫·賓德拉1,500萬盧比（333,000美金），獎勵他在射擊項目中獲得印度第一面奧運個人項目金牌（上一面印度的金牌是1980年奧運會男子曲棍球團體金牌）。

## 個人生活
米塔爾目前居住在倫敦Kensington Palace Gardens上第18-19號，這棟宅第是2004年他用5千7百萬英鎊，從一級方程式賽車老闆Bernie Ecclestone手中買下的，在當時破了天價成為全球最貴的豪宅。米塔爾在倫敦肯辛頓區的住所使用的大理石裝潢，是來自於與搭建印度泰姬瑪哈陵（Taj Mahal）相同的採石場。如此奢侈的財富展現也被稱為「泰姬米塔爾陵」（Taj Mittal）。這座房子有12個房間、一個室內游泳池、土耳其澡堂、以及20個停車位。
米塔爾花了1億1千7百萬英鎊（58.5億新台幣）買下肯辛頓公園Palace Greens上6號的宅第給他的兒子Aditya Mittal，這棟宅第之前是金融家Noam Gottesman所擁有，Aditya Mittal的妻子Megha Mittal是德國時尚奢侈品牌Escada的主席與董事。阿蒂亚·米塔尔（Aditya Mittal）是Arcelor Mittal的首席财富官（CFO）。
米塔爾在2008年花了7千萬英鎊（35億新台幣）買下肯辛頓公園Palace Greens上9A號的宅第給他的女兒Vanisha Mittal Bhatia，這棟宅第之前是菲律賓大使館，Vanisha Mittal Bhatia的丈夫Amit Bhatia是一位商人與慈善家。兩人结婚时，花费约价值460多万人民币包下整个凡尔赛宫作為慶典。
米塔爾擁有三棟頂級房產總值5億英鎊（250億新台幣）在俗稱「億萬富豪之路」（Billionaire's Row）的Kensington Palace Gardens之上。
米塔爾也擁有一棟叫做Summer Palace的宅第，位於The Bishops Avenue 46B號，這條路被稱為「百萬富豪之路」（Millionares Row）而且據報導售價約為4千萬英鎊。